# Kenneth Dokken
Kenneth Dokken (* 10. Oktober 1978 in Lørenskog) ist ein ehemaliger norwegischer Fußballspieler. Nach dem Ende der aktiven Laufbahn startete der Mittelfeldspieler eine Karriere als Fußballtrainer.

## Sportlicher Werdegang
Dokken entstammt der Jugend von Kolstad IL und begann nach einem Wechsel als 15-Jähriger seine Karriere im Erwachsenenbereich bei Strømsgodset IF, wo bereits sein Vater Arne Dokken einst gespielt hatte. Obwohl zeitweise Auswahlspieler in den Juniorennationalmannschaften des NFF kam er dort als Teenager aber kaum zum Zug und 1998 verlieh ihn daher der Klub an den seinerzeitigen Drittligisten Hønefoss BK, bei dem sein Vater als Direktor engagiert war. Mit acht Saisontoren in 16 Spielen überzeugte er dort und trug damit zum Aufstieg in die zweitklassige 1. Division bei. Anschließend verpflichtete der Klub ihn fest und bis 2003 lief er in über hundert Meisterschaftsspielen für den Verein auf, der sich zwischenzeitlich im vorderen Tabellenbereich etablierte. Vor der Spielzeit 2004 wechselte er zu Ham-Kam in die Tippeliga. Nach zwei Jahren kehrte er im März 2006 für eine Ablösesumme von 300.000 Norwegischen Kronen zum Zweitligisten Strømsgodset IF zurück, bei dem er einen Drei-Jahres-Vertrag unterzeichnete. Mit dem Klub schaffte er den Aufstieg in die Tippeliga, war aber in der Spielzeit 2007 nur Ergänzungsspieler und wurde daher ab Sommer an den mittlerweile abgestiegenen Ham-Kam verliehen. Mit 16 Liagspieleinsätzen trug er zum Wiederaufstieg als Vizemeister hinter Molde FK am Ende der Zweitligasaison 2007 bei. Er blieb jedoch in der zweiten Spielklasse und schloss sich Absteiger Odd Grenland an, bei dem mit Dag-Eilev Fagermo mittlerweile sein vormaliger Trainer bei Strømsgodset IF tätig war. Mit dem Verein bewerkstelligte er in der Spielzeit 2008 als Zweitligameister ebenso den direkten Wiederaufstieg.
Nach einer Spielzeit in der höchsten Liga wechselte er erneut den Verein und unterzeichnete einen Drei-Jahres-Vertrag beim Zweitliga-Neuling Ranheim Fotball Wiederum wechselte er vorzeitig und schloss sich nach einer Spielzeit dem Ligakonkurrenten Sandefjord Fotball an, der aus der Tippeliga abgestiegen war. Trotz elf Saisontoren in der Spielzeit 2011 verpasste er mit dem Klub als Tabellendritter den Wiederaufstieg. Nachdem er bereits während seiner aktiven Laufbahn die im Amateurbereich antretende Fußballmannschaft des IF Birkebeineren – zeitweise stand dort auch sein Bruder Vegard Dokken in der Mannschaft – betreut hatte, war er ab August 2012 als Spielertrainer beim Zweitligisten Notodden FK tätig. Nach dem Abstieg des Klubs in die Drittklassigkeit beendete er seine aktive Laufbahn und konzentrierte sich auf die Trainertätigkeit. Ende 2017 stieg er mit dem Klub wieder in die zweite Liga auf, wo er am Ende der Spielzeit 2019 in der Relegation mit der Mannschaft gegen Åsane Fotball den Klassenerhalt verpasste. Anschließend trat er von seinem Amt zurück.
Im Februar 2020 schloss sich Dokken als Assistent des wenige Wochen zuvor verpflichteten Fagermo dem Trainerstab bei Vålerenga Oslo an. In der Spielzeit 2020 wurde er mit dem Klub Tabellendritter und qualifizierte sich damit für den Europapokal. In der UEFA Europa Conference League 2021/22 schied die Mannschaft frühzeitig gegen den belgischen Klub KAA Gent aus, zudem wurde in der Meisterschaft die erneute Qualifikation für das internationale Geschäft verpasst. Im Januar 2022 verließ er den Klub, um beim dänischen Klub Aarhus GF als Trainerassistent von David Nielsen zu arbeiten. Nach einem Trainerwechsel im Sommer unterstützte er fortan Uwe Rösler.
Im Januar 2024 kehrte Dokken als Cheftrainer nach Norwegen zurück, wo er bei seinem Ex-Klub Odd Grenland mit einem Drei-Jahres-Kontrakt ausgestattet Pål Arne Johansen beerbte. Mit dem Klub stand er im Abstiegskampf und wurde auf dem letzten Tabellenplatz liegend im November kurz vor Ende der Spielzeit 2024 freigestellt und durch Knut Rønningene interimistisch ersetzt. Mitte Dezember des Jahres schloss er sich dem Trainerteam von Andreas Hagen bei Fredrikstad FK an.